# Anchichoerops natalensis
Anchichoerops natalensis – gatunek ryby z rodziny wargaczowatych, jedyny przedstawiciel rodzaju Anchichoerops Barnard, 1927. Poławiana gospodarczo na niewielką skalę oraz w wędkarstwie.

## Występowanie
Żyje w wodach Oceanu Indyjskiego przy wybrzeżach południowej Afryki i Mozambiku. Najczęściej przebywa w pobliżu raf i pływa między skałami dna.

## Opis
Osiąga do 75 cm długości. Przeważnie jest występuje w odcieniach czerwieni z żółtymi lub pomarańczowymi plamkami na ciele. Jednak można go zaobserwować w odcieniach pomarańczowych przechodzących w brąz z ciemniejszymi plamkami. Zamiast plamek zdarzają się także paski. 
Żywi się mięczakami i skorupiakami.